# Hernán Masanés
Hernán Masanés Jimeno (nascido em 2 de outubro de 1931) é um ex-ciclista chileno. Competiu nos Jogos Olímpicos de Helsinque 1952 e Jogos Olímpicos de Melbourne 1956.